# MGM-52
«Лэнс» (англ. Lance, /læns/, в знач. «лэнс-капрал» — воинское звание в армии и морской пехоте США и Великобритании; войсковой индекс — MGM-52) — тактическая баллистическая ракета класса «земля-земля». В 1962 году начались научно-исследовательские работы по созданию ракетной системы этого типа, и в 1971 году она пришла на смену устаревшим оперативно-тактическим ракетным комплексам типа «Онест Джон».

## История
В конце 1950-х гг. по инициативе Управления ракетных войск Армии США началась работа над дивизионным тактическим ракетным комплексом, именуемым «ракетой дивизионной поддержки» (Division Support Missile), обеспечивающим обстрел целей на удалении до 70 миль (112 км). Указанная программа вскоре получила название «Эйбл» (Able). К работе на конкурсной основе подключилось шесть компаний со своими проектами, получившие госконтракты на разработку и испытания опытных прототипов: «Дженерал электрик» (Скенектади), «Миннеаполис-Ханивелл» (Миннеаполис), «Армор» (Чикаго), «Корнелл» (Баффало), «Мартин» (Балтимор) и «Дуглас» (Санта-Моника). Отдельно от перечисленных выше образцов, разрабатывавшихся частными подрядчиками с государственным финансированием, комплекс аналогичного класса разрабатывался в инициативном порядке компанией «Ченс-Воут», первые стрельбовые испытания которого прошли в январе 1959 года на полигоне Редстоунского арсенала. «Ченс-Воут» создала для финансирования проекта собственный корпоративный целевой фонд на общую сумму $6 млн. Впоследствии, требования тактико-технического задания были скорректированы, программа была переименована, получив новое название «Ракета-Б» (Missile B), в лидеры вышли «Дженерал электрик», которую многие считали фаворитом конкурса, и «Ченс-Воут», которая в итоге победила. Результатом эволюции стал ракетный комплекс «Лэнс» — название является логическим продолжением «серии нижних чинов» американских армейских баллистических ракет («Рекрут», «Прайвит», «Капрал», «Сержант»).
Опытно-конструкторские работы по проекту «Лэнс» (под таким названием) начались в 1963 году, стрельбовые испытания нового комплекса прошли на ракетном полигоне Уайт-Сэндс в 1965 году. Исходно проект курировал полковник Уильям Холмс от Управления снабжения армии. На этапе контрольных испытаний, в октябре 1967 г. менеджером проекта от Управления ракетных вооружений Департаментом армии США был назначен полковник Артур Поттл-мл. В феврале 1970 года Министр обороны США запросил Конгресс США о выделении средств на закупку опытной партии ракет в том же году. Запрос был утверждён конгрессменами и опытная партия в размере 55 ракет поступила в войска. Запуск ракет в серийное производство было запланирован на 18 января 1971 г., для чего были заключены контракты с подрядчиками работ.
На уровне отдельных видов вооружённых сил проект курировался несколькими самостоятельными структурами Министерства обороны США, в структуре Департамента армии США: Управлением ракетных вооружений, Автобронетанковым исследовательским центром Главного автобронетанкового управления; и Управлением закупок в структуре Департамента флота США, — как и все предыдущие американские ОТРК, «Лэнс» создавался для Армии США, однако, интерес к новым ракетным комплексам проявил Корпус морской пехоты для применения его в морских десантных операциях с высадкой на берег и последующими штурмовыми действиями укреплённой береговой линии обороны противника, — для этих целей в рамках программы создания «оружия поддержки морского десанта» (англ. Landing Force Support Weapon, сокр. LFSW), комплекс разрабатывался в амфибийном варианте, приспособленный для оснащения им ударных группировок морской пехоты и транспортировки на кораблях ВМС США, испытания которого были запланированы на 1967—1968 гг. (для этих целей на разработку амфибийного варианта было выделено дополнительно $6305537)

## Задействованные структуры
В разработке и производстве ракетных комплексов «Лэнс» с модификациями и сопутствующего оборудования были задействованы следующие структуры:
Подрядчики первой очереди (частный сектор)
- Ракета — Ling-Temco-Vought Inc., Missiles and Space Division → LTV Aerospace Corp., Уоррен, Мичиган;
- Ракетный двигатель — North American Aviation, Inc., Rocketdyne Division, Канога-Парк, Лос-Анджелес, Калифорния;
- Электронное и электротехническое оборудование, наземные источники питания — Ling-Temco-Vought Inc., Military Electronics Division, Гарленд, Техас;
- Система наведения — Systron-Donner Corp., Donner Division, Конкорд, Калифорния;
- Гироскоп — American Bosch Arma Corp. Гарден-Сити, Лонг-Айленд, Нью-Йорк; Telecomputing Corp., Whittaker Controls and Guidance Division, Чатсворт, Лос-Анджелес, Калифорния;
- Универсальная контрольно-проверочная аппаратура, система обеспечения испытаний наземных боевых средств (LCSS) — Radio Corp. of America, Берлингтон, Массачусетс;[10]
- Передвижная пусковая установка полуприцепного типа — Hawker Siddeley Canada Ltd, Торонто, Онтарио;
- Средства обеспечения подвижности (самоходная пусковая установка M752, транспортно-заряжающая машина M688, машина подвоза ракет M667) — FMC Corp., Ordnance Division, Сан-Хосе, Калифорния.

### Снятие с вооружения
В конце 1980-x годов ракетная система «Lance» была снята с вооружения, в связи с договором между СССР и США о ликвидации ракет средней и малой дальности (РСМД). В настоящее время ракета «Lance» используется как мишень при испытании противоракет. Имеются сведения, что она используется при разработке программы национальной ПРО США.

### Экспорт
Вскоре после создания эти ОТР поступили на вооружение некоторых стран НАТО: Великобритания закупила 18 таких установок, Германия — 24, Италия, Бельгия и Нидерланды — по 9 каждая.

## Организационно-штатная структура
Батарея ракет «Лэнс» в составе двух взводов включала в себя две самоходные пусковые установки M752 (либо передвижные пусковые установки полуприцепного типа) и две транспортно-заряжающие машины M688 (итого — две ракеты готовые к пуску и ещё четыре в виде возимого боекомплекта). В распоряжении командира ракетного дивизиона находились также машины подвоза ракет M667, в задачу которых входило пополнение боекомплекта подразделений по мере его израсходования. Все указанные средства обеспечения подвижности (кроме ПУ на полуприцепах) были на гусеничном ходу.

## Эксплуатационные характеристики
Специалисты фирмы Линг-Темко-Воут, характеризуя ракетную систему «Lance», отмечают её высокую надёжность и небольшую стоимость. Указывается, что ракету «Lance» можно использовать в любых климатических условиях, в которых могут вести боевые действия пехотные, танковые, механизированные или воздушно-десантные дивизии.

## Тактико-технические характеристики
Дальность изменяется от 5 до 120 км, в зависимости от боевой задачи и вида боевой части: с обычной боевой частью — 70—80 км, а с ядерной боевой частью — 110—120 км. Доставляемая масса полезной нагрузки: обычная боевая часть — 454 кг; ядерная — 211 кг.

## Боевые и учебные средства

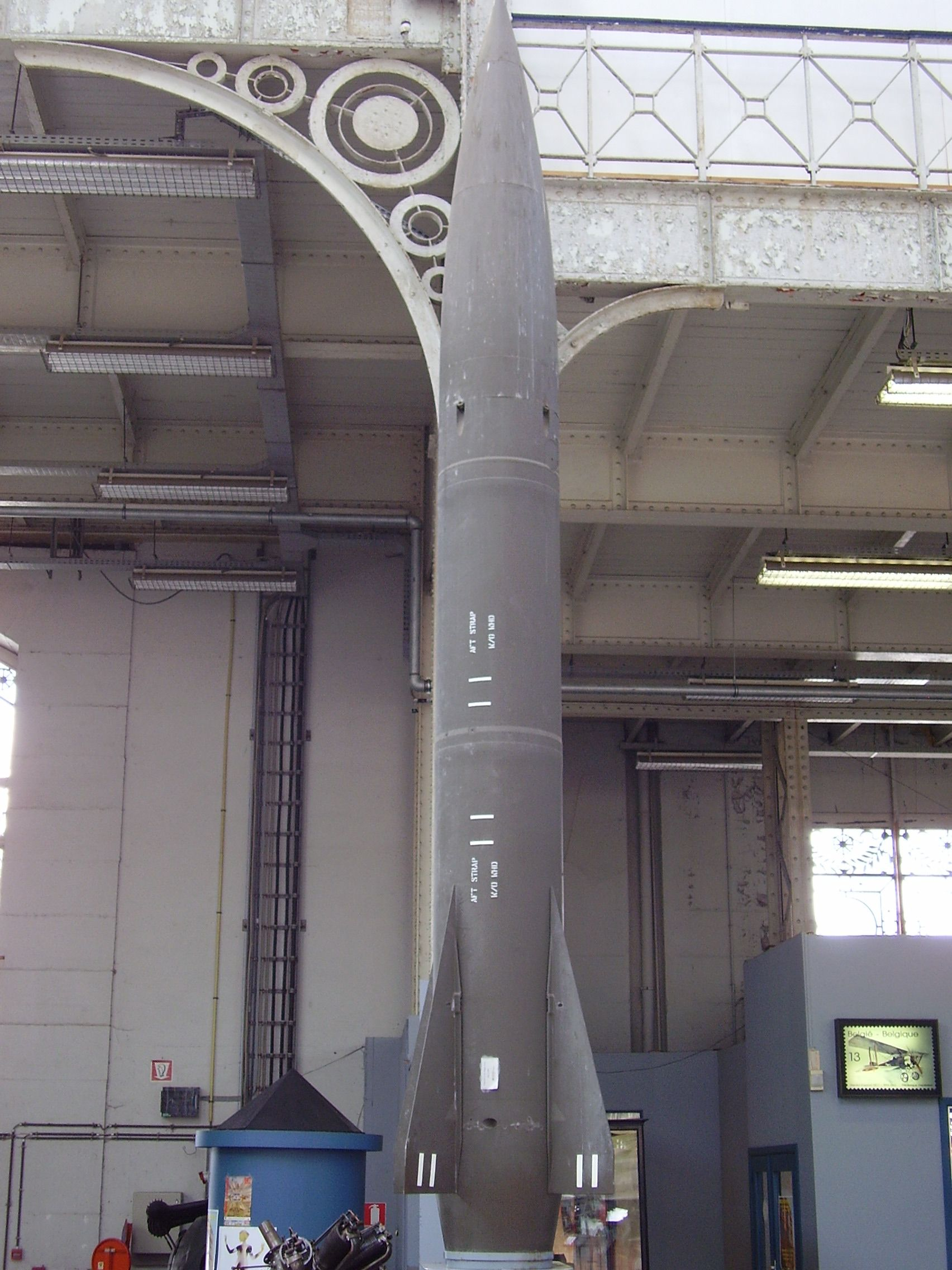
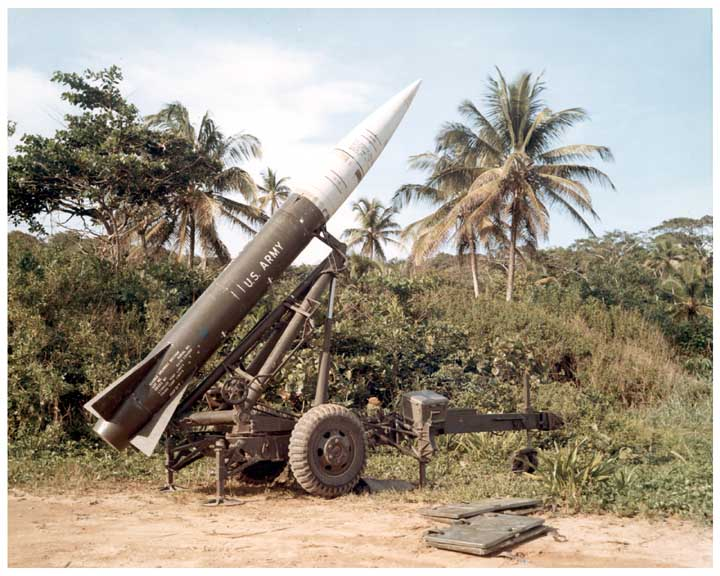
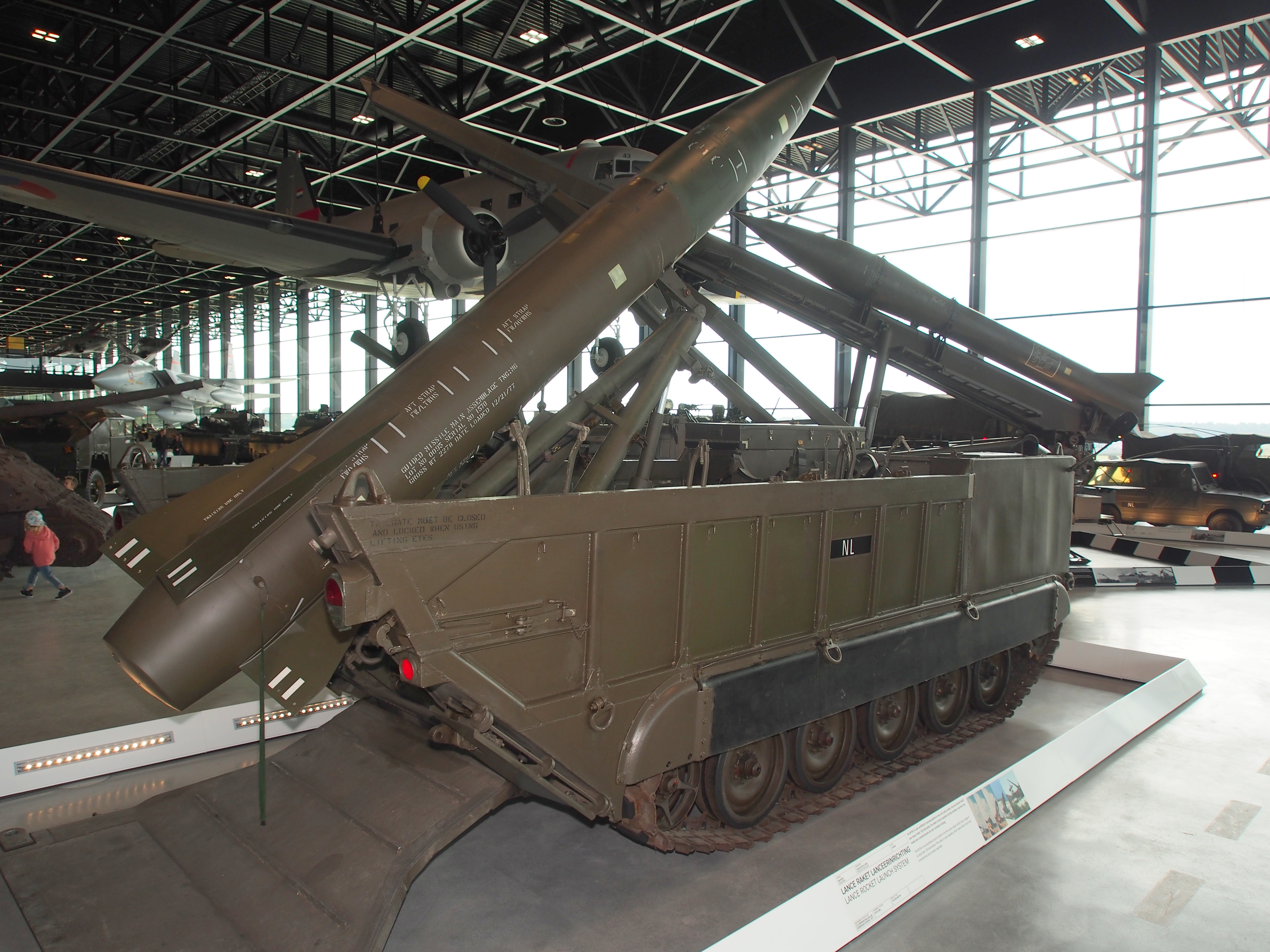
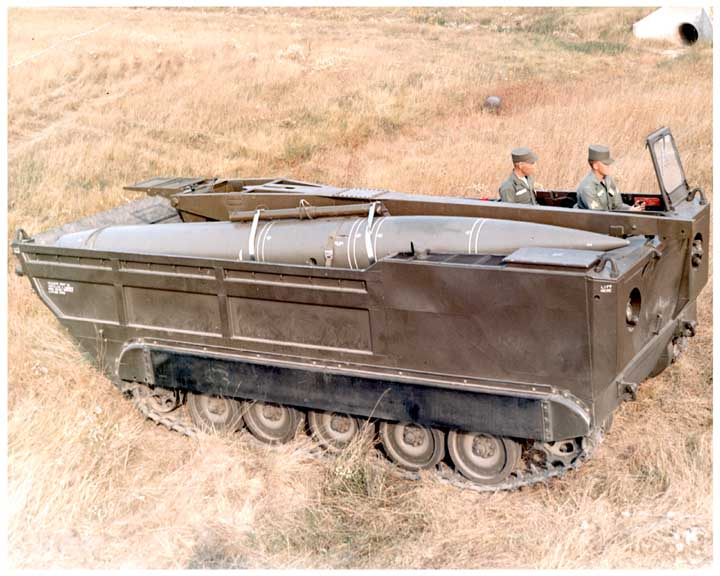
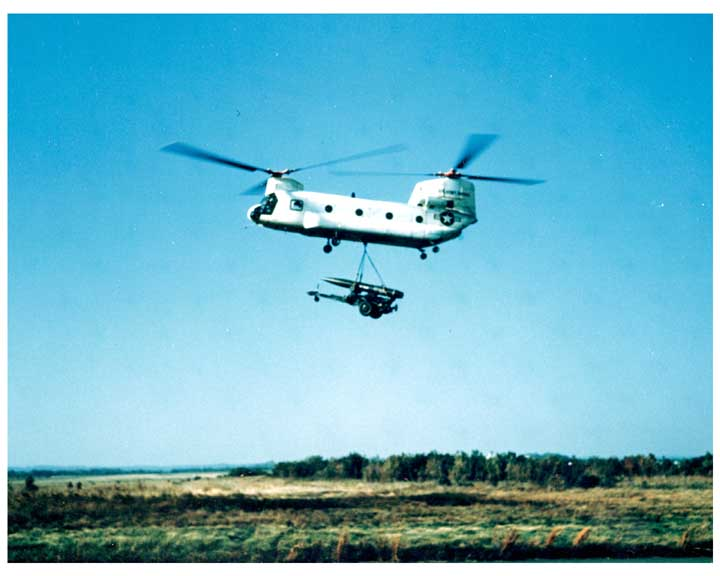
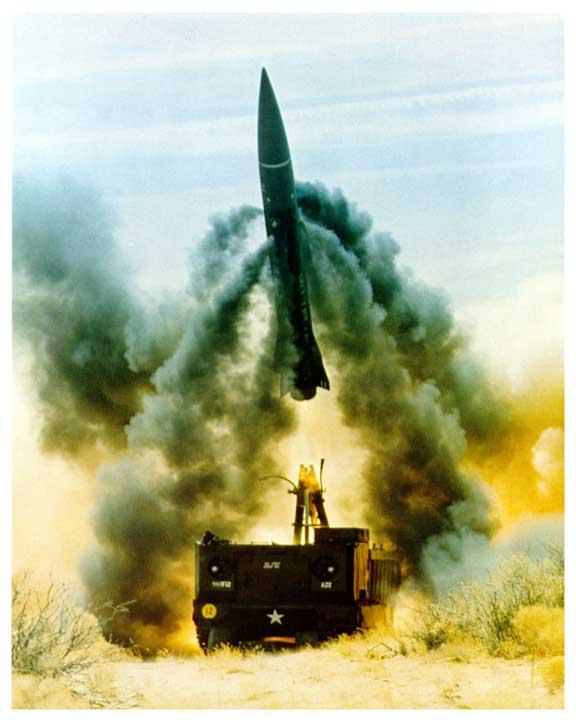
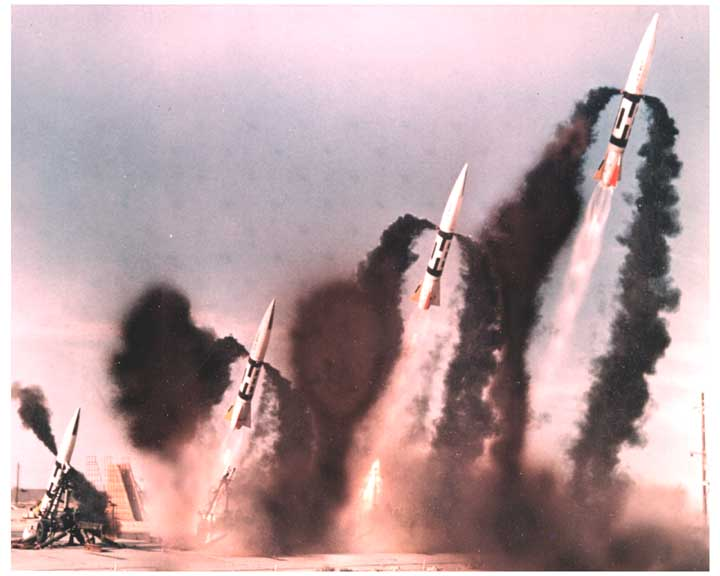

## Зарубежные модификации
- В Армии обороны Израиля на ракеты устанавливают кассетные головные части, что является весьма эффективным средством борьбы с установками ПВО и радарами противника.[12]